# 궁민남편
《궁민남편》은 MBC TV에서 방영된 텔레비전 프로그램이며 2018년 10월 21일부터 2019년 5월 12일까지 방영되었다.

## 궁민남편 개요

### 기획 의도
- '누구의 남편', '누구의 아빠'로 살기 위해 포기하는 것이 많았던 대한민국 남편들을 대변하는 출연자들의 일탈기를 담은 예능 프로그램

### 프로그램의 역사
- 2018년 10월 21일 ~ 2018년 12월 30일 : 첫방송했고 매주 일요일 오후 6시 30분에 독립 편성되어 방송되었다.
- 2019년 1월 6일 ~ 2019년 5월 12일 : 매주 일요일 오후 6시 40분에 독립 편성되어 방송되었다.

## 방송 시간
| 방송 채널 | 방송 기간                           | 방송 시간                    | 비고      |
| --------- | ----------------------------------- | ---------------------------- | --------- |
| MBC TV    | 2018년 10월 21일 ~ 2018년 12월 30일 | 매주 일요일 저녁 6:30 ~ 7:50 | 독립 편성 |
| MBC TV    | 2019년 1월 6일 ~ 2019년 5월 12일    | 매주 일요일 저녁 6:40 ~ 7:50 | 독립 편성 |

## 역대 출연자

### 현재 출연자
| 출연진                                 | 방송 기간                          | 방송 회차 |
| -------------------------------------- | ---------------------------------- | --------- |
| 차인표, 김용만, 권오중, 안정환, 조태관 | 2018년 10월 21일 ~ 2019년 5월 12일 | 1 ~ 30회  |

## 시청률

### 2018년
| 회차 | 방송일    | AGB 시청률     |
| 회차 | 방송일    | 대한민국(전국) |
| ---- | --------- | -------------- |
| 1    | 10월 21일 | 4.6%           |
| 2    | 10월 28일 | 3.3%           |
| 3    | 11월 4일  | 2.5%           |
| 4    | 11월 11일 | 4.2%           |
| 5    | 11월 18일 | 4.8%           |
| 6    | 11월 25일 | 3.5%           |
| 7    | 12월 2일  | 5.0%           |
| 8    | 12월 9일  | 5.1%           |
| 9    | 12월 16일 | 4.9%           |
| 10   | 12월 23일 | 3.8%           |
| 11   | 12월 30일 | 3.7%           |

### 2019년
| 회차 | 방송일   | AGB 시청률     |
| 회차 | 방송일   | 대한민국(전국) |
| ---- | -------- | -------------- |
| 12   | 1월 6일  | 4.9%           |
| 13   | 1월 13일 | 4.6%           |
| 14   | 1월 20일 | 5.6%           |
| 15   | 1월 27일 | 4.6%           |
| 16   | 2월 3일  | 6.6%           |
| 17   | 2월 10일 | 4.0%           |
| 18   | 2월 17일 | 3.5%           |
| 19   | 2월 24일 | 3.8%           |
| 20   | 3월 3일  | 3.8%           |
| 21   | 3월 10일 | 3.9%           |
| 22   | 3월 17일 | 4.7%           |
| 23   | 3월 24일 | 4.2%           |
| 24   | 3월 31일 | 5.1%           |
| 25   | 4월 7일  | 5.1%           |
| 26   | 4월 14일 | 7.7%           |
| 27   | 4월 21일 | 7.3%           |
| 28   | 4월 28일 | 6.4%           |
| 29   | 5월 5일  | 4.5%           |
| 30   | 5월 12일 | 4.4%           |

## 참고 사항
- 동시간대 《1박 2일 시즌 3》, 《슈퍼맨이 돌아왔다》, 《집사부일체》의 인기 때문에 저조한 시청률을 기록하였으며, 고전을 면치 못했다.
- 故 유상철씨 췌장암 4기 판정 이전에 게스트 출연하였다.